# Historia del uniforme del Club Sporting Cristal
La indumentaria del club para la presente temporada fue confeccionada por la marca deportiva Puma, que ya había vestido al club entre 1988 y 1991.
Para la temporada 2025, estos son los colores usados en el uniforme:
- Uniforme titular: camiseta celeste, pantalón y medias blancas.
- Uniforme visitante: camiseta blanca con franja celeste, pantalón y medias celestes.
- Tercer uniforme: camiseta, pantalón y medias rojas.

| Titular | Visitante | Tercera |

## Uniforme titular
Durante el periodo de 1970 hasta agosto de 1977, en honor a la empresa auspiciadora Backus & Johnston, se utilizó una camiseta de color azul añil (color representativo de la Cervecería). 
Desde agosto de 1977, la camiseta volvió a ser celeste, aunque un tono un poco más oscuro que el original, este color se mantiene así hasta la actualidad. En el año 2006, con motivo de los 50 años de la institución, la directiva diseñó un modelo de uniforme en donde se apreciaba los dos colores representativos del club a lo largo de su historia: azul y celeste; este modelo tuvo más de un detractor.
Desde la fundación del club, el uniforme se completó siempre con pantalón deportivo y medias blancas. A partir de 1991, se comenzó a usar las medias celestes, que de ahí en adelante identificaron al club.
| 1956-1969 | 1970-1977 | 1978-1985 | 1986 | 1987 | 1988 | 1988-1990 | 1988-1990 | 1991 | 1992 |  |

| 1993-1994 | 1995 | 1996 | 1997 | 1998 | 1999 | 2000 | 2001 | 2002 | 2003 |  |

| 2004 | 2005 | 2006 | 2007 | 2008 | 2009 | 2010 | 2011 | 2012 | 2013 |  |

| 2014 | 2015 | 2016 | 2017 | 2018 | 2019 | 2020 | 2021 | 2022 | 2023 |  |

| 2024 | 2025 |

## Uniforme alternativo
El Sporting Cristal ha contado con muchos uniformes alternos a lo largo de su historia. Normalmente, usó como uniforme alterno camiseta blanca, completada con pantalón y medias del mismo color. En ocasiones, se combinó el uso con pantalón celeste. Este uniforme fue empleado regularmente desde el primer campeonato del club en 1956 hasta 1998, y vuelto a emplear desde 2010.
Otro uniforme alterno comúnmente usado fue el de camiseta azul oscuro, con pantalón y medias del mismo color, muy parecido al que usaba Cristal como prenda titular entre 1970 y 1977. Este uniforme se estrenó en la Copa Libertadores 1995, ante el Club Bolívar en La Paz, normalmente fue usado solo en partidos jugados en la altitud hasta 2001. Ha sido vuelto a emplear desde 2011.
A partir de 2002, Cristal empleó también una camiseta de color amarillo para algunos partidos como visitante, normalmente fue completado con pantalón de color azul y medias amarillas. Desde 2007, se usó un modelo amarillo más claro que se usó con pantalón y medias del mismo color.
| 1956-1985 | 1986 | 1988 | 1988-1990 | 1988-1990 | 1989-1990 | 1992 | 1993-1994 | 1995 | 1996 |  |

| 1997 | 1998 | 1999 | 2000 | 2001 | 2002 | 2003 | 2004 | 2005-2006 | 2007 |  |

| 2008 | 2009 | 2010 | 2011 | 2012 | 2013-2014 | 2014-2015 | 2015-2016 | 2016-2017 | 2017-2018 |  |

| 2018-2019 | 2019-2020 | 2020-2021 | 2022 | 2023-2024 | 2024 | 2025 |

## Tercer uniforme
Solo en los años 1997, 2010 y 2011, Sporting Cristal tuvo un uniforme adicional al celeste y al blanco.
Sporting Cristal ha usado en una ocasión camisetas de color rojo, ocurrió en el partido jugado frente al Club Deportivo Universidad Católica en Santiago de Chile por la Copa Libertadores 1990.
En 2013, Sporting Cristal disputó un partido con camiseta de color negra por única vez en su historia ante Universitario de Deportes en homenaje a Yair Clavijo jugador celeste que falleció unas semanas antes en un partido con la reserva ante Real Garcilaso.
En 2016, Cristal disputó un partido con camiseta color verde por primera vez en su historia ante Deportivo Municipal en homenaje a las víctimas del vuelo de Chapecoense.
En 2019, el club disputó un partido con camiseta color azul en homenaje a los 70 años de Adidas, su proveedor deportivo oficial.
| 1986 | 1986 | 1990 | 1994 | 1994 | 1996 | 1997 | 1998 | 2000 | 2001 |  |

| 2010 | 2011 | 2012 | 2013 | 2016 | 2019-2020 | 2021-2022 | 2022 | 2022-2023 | 2023-2024 |

| 2025 |

## Uniformes de arquero
| 2014 | 2015 | 2016 | 2016 | 2016 | 2017 | 2018 | 2019 | 2019 | 2020 |

| 2020 | 2020 | 2021 | 2021 | 2021 | 2022 | 2022 | 2022 | 2023 | 2023 |

| 2023 | 2023 | 2024 | 2024 | 2024 |

## Equipamiento
Hasta principios de 1980, las camisetas utilizadas por los jugadores eran elaboradas en fábricas textiles que designaba el club, como era la costumbre de la época en el fútbol peruano. Recién en 1986, se empezó a vestir bajo una marca de indumentaria, la italiana Diadora vistió oficialmente al club.
| Período   | Proveedor            | Patrocinador |
| --------- | -------------------- | ------------ |
| 1956–1985 | Ninguno              | Ninguno      |
| 1986      |                      |              |
| 1987      |                      | Ninguno      |
| 1988–1990 |                      |              |
| 1991      |                      | Ninguno      |
| 1992–1994 |                      |              |
| 1995–1997 |                      |              |
| 1998–2004 |                      |              |
| 2005–2006 |                      |              |
| 2007–2009 |                      |              |
| 2010      |                      |              |
| 2011–2012 | Cristal              |              |
| 2013      |                      | Cristal      |
| 2014      | Suiza Lab Cristal    |              |
| 2015      | Cristal              |              |
| 2016      | Te Apuesto Cristal   |              |
| 2017–2021 | Cristal              |              |
| 2021-2023 | Caja Piura Cristal   |              |
| 2024      | Caja Piura DoradoBet |              |
| 2025–Act. | Caja Piura DoradoBet |              |